# Sächsisches Gerichtsorganisationsgesetz
Sächsisches Gerichtsorganisationsgesetz war der Kurztitel zweier nacheinander bestehender Landesgesetze, welche den Sitz und Bezirk der sächsischen Gerichte bestimmten.

## Gerichtsorganisationsgesetz vom 30. Juni 1992
Das Gesetz über die Organisation der Gerichte im Freistaat Sachsen (Sächsisches Gerichtsorganisationsgesetz – SächsGerOrgG) vom 30. Juni 1992 (SächsGVBl. S. 287) ordnete zum 1. Januar 1993 die Auflösung der bisherigen Kreis- und Bezirksgerichte an und legte die im Folgenden aufgeführte Gerichtsstruktur im Freistaat Sachsen fest, welche bezüglich der Arbeits-, Sozial-, Verwaltungs- und Finanzgerichtsbarkeit am 1. Juli 1992, bezüglich der ordentlichen Gerichtsbarkeit am 1. Januar 1993 in Kraft trat.
| Arbeitsgerichtsbarkeit                          | Arbeitsgerichtsbarkeit | Arbeitsgerichtsbarkeit |
| ----------------------------------------------- | --- | --- |
| Sächsisches Landesarbeitsgericht (in Chemnitz)  | Arbeitsgericht Bautzen \| Arbeitsgericht Chemnitz \| Arbeitsgericht Dresden \| Arbeitsgericht Leipzig \| Arbeitsgericht Zwickau | Arbeitsgericht Bautzen \| Arbeitsgericht Chemnitz \| Arbeitsgericht Dresden \| Arbeitsgericht Leipzig \| Arbeitsgericht Zwickau                                                                                         |
| Sozialgerichtsbarkeit                           | | |
| Sächsisches Landessozialgericht (in Chemnitz)   | Sozialgericht Dresden \| Sozialgericht Chemnitz \| Sozialgericht Leipzig                                                        | Sozialgericht Dresden \| Sozialgericht Chemnitz \| Sozialgericht Leipzig |
| Verwaltungsgerichtsbarkeit                      | | |
| Sächsisches Oberverwaltungsgericht (in Bautzen) | Verwaltungsgericht Dresden \| Verwaltungsgericht Chemnitz \| Verwaltungsgericht Leipzig                                         | Verwaltungsgericht Dresden \| Verwaltungsgericht Chemnitz \| Verwaltungsgericht Leipzig |
| Finanzgerichtsbarkeit                           | | |
| Sächsisches Finanzgericht (in Leipzig)          | | |
| Ordentliche Gerichtsbarkeit                     | | |
| Oberlandesgericht Dresden                       | Landgericht Bautzen | Amtsgericht Bautzen \| Amtsgericht Bischofswerda \| Amtsgericht Hoyerswerda \| Amtsgericht Kamenz |
| Oberlandesgericht Dresden                       | Landgericht Chemnitz | Amtsgericht Annaberg \| Amtsgericht Chemnitz \| Amtsgericht Freiberg \| Amtsgericht Hainichen \| Amtsgericht Marienberg \| Amtsgericht Oederan \| Amtsgericht Rochlitz \| Amtsgericht Stollberg \| Amtsgericht Zschopau |
| Oberlandesgericht Dresden                       | Landgericht Dresden | Amtsgericht Dippoldiswalde \| Amtsgericht Dresden \| Amtsgericht Großenhain \| Amtsgericht Meißen \| Amtsgericht Neustadt \| Amtsgericht Pirna \| Amtsgericht Riesa                                                     |
| Oberlandesgericht Dresden                       | Landgericht Görlitz | Amtsgericht Görlitz \| Amtsgericht Löbau \| Amtsgericht Weißwasser \| Amtsgericht Zittau |
| Oberlandesgericht Dresden                       | Landgericht Leipzig | Amtsgericht Borna \| Amtsgericht Delitzsch \| Amtsgericht Döbeln \| Amtsgericht Eilenburg \| Amtsgericht Grimma \| Amtsgericht Leipzig \| Amtsgericht Oschatz \| Amtsgericht Torgau \| Amtsgericht Wurzen               |
| Oberlandesgericht Dresden                       | Landgericht Zwickau | Amtsgericht Aue \| Amtsgericht Auerbach \| Amtsgericht Glauchau \| Amtsgericht Plauen \| Amtsgericht Reichenbach \| Amtsgericht Schwarzenberg \| Amtsgericht Zwickau                                                    |

## Gerichtsorganisationsgesetz vom 24. Mai 1994
Das als Artikel 1 des Gesetzes zur Organisation der Gerichte und Staatsanwaltschaften im Freistaat Sachsen sowie zur Ausführung von Verfahrensgesetzen vom 24. Mai 1994 verkündete Sächsische Gerichtsorganisationsgesetz war im Prinzip nur eine Neufassung des vorherigen Gerichtsorganisationsgesetz. Mit Wirkung vom 1. August 1994 wurden die Amtsgerichte Bischofswerda, Oederan, Rochlitz, Zschopau, Großenhain, Neustadt, Delitzsch, Wurzen, Glauchau, Reichenbach und Schwarzenberg aufgehoben sowie ein neues Amtsgericht zu Hohenstein-Ernstthal im Landgerichtsbezirk Chemnitz errichtet, so dass die Landgerichtsbezirke nun folgende Amtsgerichtsbezirke umfassten:
| Landgerichte         | Amtsgerichte |
| -------------------- | --- |
| Landgericht Bautzen  | Amtsgericht Bautzen \| Amtsgericht Hoyerswerda \| Amtsgericht Kamenz |
| Landgericht Chemnitz | Amtsgericht Annaberg \| Amtsgericht Chemnitz \| Amtsgericht Freiberg \| Amtsgericht Hainichen \| Amtsgericht Hohenstein-Ernstthal \| Amtsgericht Marienberg \| Amtsgericht Stollberg |
| Landgericht Dresden  | Amtsgericht Dippoldiswalde \| Amtsgericht Dresden \| Amtsgericht Meißen \| Amtsgericht Pirna \| Amtsgericht Riesa                                                                    |
| Landgericht Görlitz  | Amtsgericht Görlitz \| Amtsgericht Löbau \| Amtsgericht Weißwasser \| Amtsgericht Zittau                                                                                             |
| Landgericht Leipzig  | Amtsgericht Borna \| Amtsgericht Döbeln \| Amtsgericht Eilenburg \| Amtsgericht Grimma \| Amtsgericht Leipzig \| Amtsgericht Oschatz \| Amtsgericht Torgau                           |
| Landgericht Zwickau  | Amtsgericht Aue \| Amtsgericht Auerbach \| Amtsgericht Plauen \| Amtsgericht Zwickau                                                                                                 |

Die Sitze der anderen Gerichte blieben unverändert, nur die Bezirke der Arbeits-, Sozial- und Verwaltungsgerichte änderten sich geringfügig. Anlässlich des am 1. Januar 2001 erfolgten Inkrafttretens des Sächsischen Justizgesetzes trat das Sächsische Gerichtsorganisationsgesetz außer Kraft.